# Ledina (2003.)
Ledina (srp. Ledina) je srbijanski igrani film iz 2003. godine. Snimljen je u produkciji Cinema Designa i Gral Filma na 35 milimetarskom filmu. Redatelj i producent Ljubiša Samardžić. Scenarist Nikola Pejaković. Izvršni producent Tomislav Žaja. Koproducenti Zoran Budak i Tonči Matulić. Glume Dragan Bjelogrlić, Ksenija Pajić, Zijah Sokolović, Milena Dravić i dr.